# Julio César Turbay Ayala
Pour les articles homonymes, voir Turbay et Ayala.
Julio César Turbay Ayala, né le 18 juin 1916 à Bogota et mort le 13 septembre 2005 dans la même ville, est un homme d'État colombien. Il est président de la République du 7 août 1978 au 7 août 1982.

## Biographie
Né dans une famille de commerçants d'origine libanaise, Julio César Turbay Ayala commence tôt sa carrière politique au sein du parti libéral : maire à 21 ans, il occupe la plupart des postes électifs et gouvernementaux de son pays.
En 1967, il est choisi comme représentant permanent de la Colombie auprès de l'Organisation des Nations unies, et en 1973, il est nommé ambassadeur de son pays à Londres. Sa candidature fut envisagée pour les élections de 1974, mais c'est finalement Alfonso López Michelsen qui défend les couleurs du libéralisme. En 1975, il est nommé ambassadeur à Washington, et l'année suivante, il est élu président du Sénat. Ses adversaires lui reprochent d'user du clientélisme pour servir ses ambitions politiques.
Élu président de la République en 1978, Turbay doit faire face aux actions armées du M19. Au début de son mandat, il décida d'imposer l'état d'urgence en application de l'article 121 de la Constitution, pour lutter contre les mouvements subversifs et la gauche. Cette décision fut l'objet de sévères critiques tant à l'intérieur du pays qu'à l'étranger où le gouvernement fut accusé de se servir de la torture et des exécutions extra-judiciaires. 
Le droit de grève est suspendu et puni d’emprisonnement, outre la perte par les grévistes de leur travail. Les entreprises reçoivent l'ordre de dénoncer les grévistes au ministère du Travail. Les syndicalistes et militants de gauche sont persécutés par les autorités, et la torture se généralise contre les guérilleros capturés.
En 1979, il négocie avec le M19 lors de la longue prise d'otages à l'ambassade de la République dominicaine où se trouvent pour un évènement mondain l'ambassadeur des États-Unis et le nonce apostolique (en). Finalement, il obtient la libération des otages contre une rançon versée au M19 et des billets d'avion pour Cuba pour les membres du commando.
En 1987, pendant le gouvernement de Virgilio Barco Vargas, Turbay est nommé ambassadeur auprès du Saint-Siège.
En 1986, alors que le divorce reste illégal en Colombie, il obtient du Vatican l'annulation de son mariage avec Nydia Quintero Turbay, dont sont issus quatre enfants : Julio César, Diana, Claudia et María Victoria. Septuagénaire, il se remarie avec Amparo Canal. En août 1990, sa fille Diana, journaliste, est enlevée par les Extraditables et assassinée cinq mois plus tard pendant une opération de sauvetage de la police. Julio César Turbay Ayala a publié plusieurs livres sur la politique internationale, des biographies, comme celle de Simón Bolívar, le Libertador, ou des essais dans lesquels il développe ses idées politiques.
Il ne s'est pas retiré de la politique : en 2004, il quitte le parti libéral pour fonder Nueva Patria, parti dont l'objectif est la réélection du président Álvaro Uribe Vélez.
Mort en septembre 2005, il est enterré aux Cuevas de Sacromonte dans l'École de la Chevalerie militaire au nord de Bogota.